# 林達川
林達川（1912年8月4日—1985年11月21日），原名北滔，生於廣東省新會縣獨聯鄉，油畫家，藝術教育家。林達川早年就讀於杭州國立藝專，並於1935年考入了日本國立美術學校，師從日本油畫大師梅原龙三郎和安井曾太郎。1953年回國後執教於浙江美術學校（現為中國美術學院）。
 林達川曾入選日本美術展覽會並獲得「無監查」、「依囑」等榮譽稱號，是當時戰後日本美術界獲得此最高榮譽的華人。 林達川一生創作了近千幅油畫作品，其作品色彩豐富，用筆生動，如水墨畫般逸筆草草而一氣呵成，既有西方印象派畫風，亦存中國傳統藝術氣息。

## 生平
1932年，林達川赴日本留學，在日本國立美術學校（現為日本東京藝術大學）師從日本油畫宗師梅原龍三郎和安井曾太郎。1942年畢業後以職業畫家的身份躋身日本畫壇。
1948年，林達川加入日本美術團體「一水會」，同年加入東京新構造社。他的作品多次入選於文展（文部省展、即官展）和一水會展，並多次獲獎。
1949年，林達川的油畫作品《窗前的景致》獲得日本第五回美術展覽會「特選獎」，並獲得「無監查」、「依囑」等榮譽稱號（「無監查」為畫家送展作品無需通過審查，「依囑」為每回開展覽時作為特邀畫家參展），是當時戰後日本美術界獲得此最高榮譽的華人。
1951年加入日本美術家聯盟，是當時唯一的中國籍畫家。同年，油畫作品《港的遠眺》參加第七回日本美術展覽會。同年5月，林達川在東京銀座畫廊舉辦第二次個人展覽，展出油畫作品《青年》、《路傍》、《雨日》、《自畫像》、《友人像》、《溫翁肖像》、《婦人像》等。
1952年受聘於神奈川鶴見美術研究所執教 。
1953年，林達川回國，並執教於浙江美術學院。曾任浙江省油畫研究會顧問，浙江省美術家協會理事。
1963年， 作品《沈家門漁港》由中國美術館收藏，並由北京人民美術出版社編入《中國油畫作品選》。
1982年3月，林達川在浙江美術學院陳列館舉辦個人展覽，共展出117幅風景、靜物、人物油畫作品。
1985年11月21日，林達川因心臟病與世長辭，享年七十三歲。

## 旅日時期
林達川加入日本美術團體「一水會」，同年加入東京新構造社。他的作品多次入選於文展（文部省展、即官展）和一水會展，並多次獲獎。

## 藝術風格
林達川的油畫，從學生時代就深受日本老一輩畫家，諸如梅原龍之郎、安井曾太郎以及石井柏亭等人的影響。而這些油畫家又無一不是學自當時法國以印象主義為主導的巴黎畫派，從而蒙受印象主義色彩革命的洗禮的。
金冶在《憶油畫家林達川--油畫民族化的探索者》一文中寫道：「一望而知，林達川的畫雖然深受印象主義色彩方法的影響，但他並不認真追求光線色彩的效果，而是致力於我國繪畫傳統中揮灑自如的寫意手法以達到表現目的。因為他是用色筆寫畫，所以他通常總是把畫畫叫做寫畫。他常常這樣說：我昨天在家寫了一幅畫，或是說：我們一道去那裡寫一幅畫好不好...... 林達川的作品在藝術表現上所慣用的手法，正如講求筆墨的中國畫畫法一樣，是本著一筆不苟、落筆不改、畫上算數的嚴格要求進行製作的。因為當他作畫時，有時一筆下去不夠精準，也是抱著隨它去的態度，不再改動......凡是有經驗的油畫家都知道，把畫畫的鬆、畫的活、畫的生動不是容易事，因為這不是有了紮實的素描基礎就能做到的。尤其是在色彩表現上，單憑素描鍛鍊全然解決不了色彩問題。而想要熟練地運用色彩，就必須掌握色彩方法，熟悉顏料性能並應用相應的油畫技法達到表現目的。至於能否把畫畫鬆、畫活、畫的生動，則又是另一回事。」
林達川曾說：「日本畫家向西歐學習、借鑑，則強調自己的民族風格，特別是老一輩畫家，對這個問題研究比較透徹、成熟，因此他們的畫都俱有強烈的民族風格，使人一眼就能看出是日本人的油畫。他們這樣尊重自己民族的藝術特點來學習西歐以及東方各國的藝術成果，真正做到了洋為日用。他們這種精神和成功經驗，使我深受啟發和教育，因此早從那時起我就想，作為一個在異國學習的中國人，我們多麼應該使自己所學的油畫藝術和中華民族文化傳統結合起來，畫出具有中華民族特色的油畫。」

## 紀念
1994年，中國美術學院出版社出版了《林達川油畫集》。
同年，香港東方藝術基金會在香港舉辦了「林達川、胡善餘油畫展」。
2006年，中國美術學院出版社出版了《大璞不雕－林達川油畫作品集》。